# Eadberht northumbriai király
Eadberht, más írásmóddal Edbert (óangol nyelven: EADBRYHT EATING NORÞANHYMBRA CYNING), († Yorki katedrális, 768. augusztus 20.), Northumbria királya 737–758 között, erőskezű uralkodó; kortársa, a tudós és pap Alcuin szerint az ő idejére tehető a királyság aranykora.
Eata fia, Ida király 6. leszármazottja. Unokatestvére, Ceolwulf leköszönése után lépett a northumbriai trónra. 750-ben elfoglalta a strachclyde-i britektől Kyle vidékét. Erről írja a krónika:

„Az Úr megtestesülésének 756. évében, Eadberht uralkodásának tizennyolcadik évében [a király] Unust király piktjei ellen sereget vezetett Dumbarton városába [...]”

756-ban pikt segítséggel megadásra kényszerítette a főváros, Alcluith (ma Dumbarton) védőit, ám a britek csakhamar fölébe kerekedtek.
Eadberht király 758-ban lemondott a trónról, és világi pap lett a yorki székesegyházban (bátyja volt az első yorki érsek).
Eadberht és bátyja idején - az utóbbi 732-től püspök, 735-től érsek volt - megerősödött a northumbriai egyház, és York kulturális központtá fejlődött.

## Gyermekei
- Oswulf király († 759. július 24., ur.: 758–759)
- Oswine
- Osgifu